# استان بیضا
استان بیضا (به عربی: محافظة بیضاء)، استانی در یمن است. این استان در مرکز یمن واقع شده و در شمال شرق صنعا قرار دارد.

## جمعیت
جمعیت این استان در حدود ۶۰۰ هزار نفر می‌باشد.
اکثر جمعیت این استان سنی مذهب شافعی هستند.